# Acrocephalus sorghophilus
Acrocephalus sorghophilus là một loài chim trong họ Acrocephalidae.